# Neoleptoblatta bitaeniata
Neoleptoblatta bitaeniata är en kackerlacksart som beskrevs av Karlis Princis 1963. Neoleptoblatta bitaeniata ingår i släktet Neoleptoblatta och familjen småkackerlackor. Inga underarter finns listade i Catalogue of Life.